# 在ミュンヘン日本国総領事館
在ミュンヘン日本国総領事館（ドイツ語: Japanisches Generalkonsulat München、英語: Consulate-General of Japan in Munich）は、ドイツの都市ミュンヘンに設置されている日本の総領事館である。
2018年10月1日時点で管轄区域内の在留邦人数は1万3599人となっており、これは在外公館別で第29位、ドイツでは在デュッセルドルフ日本国総領事館に次いで第2位である。

## 沿革
- 1972年1月1日、在ミュンヘン日本国総領事館が開設される[2]
- 2023年5月22日、事務所を移転し現事務所において業務を開始する[3]

## 所在地
Friedenstraße 6, 81671 München

## 管轄地域
バイエルン州及びバーデン＝ヴュルテンベルク州を管轄。